# Le Jaguar
Le Jaguar é um filme de aventura produzido na França, dirigido por Francis Veber e lançado em 1996.